# Mansionario
Se llama mansionario al oficial eclesiástico conocido en los primeros siglos sobre cuyas funciones están divididos los críticos. 
Los griegos le llamaban mαραμoναρios y se le encuentra con este nombre, distinto de los ecónomos y de los defensores, en el segundo concilio de Calcedonia. Dionisio el Exiguo en su versión de los cánones de este concilio traduce esta palabra por mansionarios: San Gregorio le da el mismo nombre en sus diálogos, lib. I , cap. &, lib. 3,.cap. 14.
Algunos piensan que el oficio de mansionario era el mismo que el de portero porque San Gregorio da el nombre de abundius al mansionario y también el de guarda de la Iglesia custodem eclesiae. En otro lugar observa el mismo papa que el oficio del mansionario era cuidar de la luminaria y encender las lámparas y velas cuyo cargo viene casi a reducirse al oficio de acólito. Mr. Fléury en sus costumbres de los cristianos, núm. 87, piensa que estos oficiales estaban encargados de adornar las iglesias en las fiestas solemnes ya con tapicerías de seda o de otras telas preciosas, ya con follajes y flores y de tener cuidado de que el lugar santo estuviese siempre limpio, aseado y con una decencia capaz de inspirar devoción y respeto.  
Justel y Beveridge pretenden que estos mansionarios eran legos y arrendadores que hacían valer los bienes de la Iglesia: ésta es también la opinión de Cujas, de Godefroi, de Suicer y de Vosio. Esta idea corresponde bastante a la etimología del nombre pero se concilia mal con lo que dice San Gregorio. También puede ser que las funciones de los mansionarios no fuesen las mismas en la iglesia latina que en la iglesia griega. Bingham Orig. Eccles. lib. 3, tom. a, cap. i3, § I.